# اچ‌ام‌اس زفیر (۱۸۹۵)
اچ‌ام‌اس زفیر (۱۸۹۵) (به انگلیسی: HMS Zephyr (1895)) یک کشتی بود که طول آن ۲۰۰ فوت (۶۱ متر) بود. این کشتی در سال ۱۸۹۵ ساخته شد.